# Holger Lindberg
Karl Holger Lindberg (ur. 20 sierpnia 1894, zm. 2 lipca 1966) – szwedzki zapaśnik walczący w stylu klasycznym. Olimpijczyk z Antwerpii 1920, gdzie zajął dziewiąte miejsce w wadze lekkiej.
Mistrz kraju w 1915 i 1920 roku.

## Letnie Igrzyska Olimpijskie 1920
| Konkurencja        | Rundy eliminacyjne           | Rundy eliminacyjne        | Klas. końcowa |
| Konkurencja        | 1/16                         | 1/8                       | Miejsce       |
| ------------------ | ---------------------------- | ------------------------- | ------------- |
| 67,5 kg styl wolny | Johannes Nolten, Sr. (NED) Z | Frithjof Andersen (NOR) P | 9.            |